# 完泽
完泽（1246年—1303年6月27日），元朝丞相，蒙古土别燕氏，都元帅土薛的孙子，中书右丞相線真之子。
完泽最初侍从太子真金，任詹事，参与谋议，执掌环卫，深受器重，太子真金称他为难得之才。真金死后，他辅佐皇孙铁穆耳两次安抚北方，平定乃颜、合丹之乱。至元二十八年（1291年），担任尚书省右丞相，因为尚书省和中书省并立，于国于民不利，请求罢黜尚书省，事务合并到中书省，遂任中书省右丞相。他革除桑哥的弊政，罢黜钩考钱粮，蠲免积欠租税，节约赏赐，一时称为贤相。至元三十一年（1294年），元世祖忽必烈去世后，他和诸王在忽里台大会拥立铁穆耳为元成宗。继续任宰相，因为是东宫旧臣，很受倚重。宗藩内外官吏人等，咸听丞相完泽约束。奏罢征安南的战争。上祖宗尊谥庙号。他排挤太傅伯颜、平章不忽木出中书省。大德三年（1299年）元成宗任哈剌哈孙为中书左丞相，以分其权。大德四年（1300年），加太傅，录军国重事，鼓励元成宗南征八百媳妇。完泽死后追封兴元王，谥号忠宪。

## 延伸阅读
[在维基数据编辑]
 《元史/卷130》，出自宋濂《元史》
 《新元史/卷197》，出自柯劭忞《新元史》